# Palaeostigus prolongatus
Palaeostigus prolongatus é uma espécie de insetos coleópteros polífagos pertencente à família Scydmaenidae.
A autoridade científica da espécie é Gory, tendo sido descrita no ano de 1839.
Trata-se de uma espécie presente no território português.